# Alex Barré-Boulet
Alex Barré-Boulet (né le 21 mai 1997 à Montmagny, province de Québec au Canada) est un joueur professionnel canadien de hockey sur glace. Il évolue au poste de centre.

## Biographie
Il commence sa carrière junior avec les Voltigeurs de Drummondville dans la LHJMQ en 2014-2015. Le 6 janvier 2017, il est échangé à l'Armada de Blainville-Boisbriand. En 2018, il passe professionnel avec le Crunch de Syracuse, club ferme du Lightning de Tampa Bay dans la Ligue américaine de hockey. Le 22 février 2021, il joue son premier match dans la Ligue nationale de hockey avec le Lightning de Tampa Bay face aux Hurricanes de la Caroline. Il marque son premier but dans la LNH face aux Blue Jackets de Columbus le 25 avril 2021.
Barré-Boulet signe, le 1er juillet 2024, un contrat d’un an, à un seul volet, d’une valeur de 775 000 $ avec les Canadiens de Montréal.

## Statistiques
| Saison     | Équipe                          | Ligue      |    | Saison régulière | Saison régulière | Saison régulière | Saison régulière | Saison régulière |    | Séries éliminatoires | Séries éliminatoires | Séries éliminatoires | Séries éliminatoires | Séries éliminatoires |
| Saison     | Équipe                          | Ligue      | PJ | B                | A                | Pts              | Pun              | PJ               | B  | A                    | Pts                  | Pun                  |                      |                      |
| 2014-2015  | Voltigeurs de Drummondville     | LHJMQ      | 68 | 23               | 28               | 51               | 24               | -                | -  | -                    | -                    | -                    |                      |                      |
| 2015-2016  | Voltigeurs de Drummondville     | LHJMQ      | 65 | 35               | 54               | 89               | 42               | 4                | 1  | 1                    | 2                    | 8                    |                      |                      |
| 2016-2017  | Voltigeurs de Drummondville     | LHJMQ      | 37 | 17               | 31               | 48               | 26               | -                | -  | -                    | -                    | -                    |                      |                      |
| 2016-2017  | Armada de Blainville-Boisbriand | LHJMQ      | 28 | 12               | 21               | 33               | 16               | 20               | 14 | 17                   | 31                   | 10                   |                      |                      |
| 2017-2018  | Armada de Blainville-Boisbriand | LHJMQ      | 65 | 53               | 63               | 116              | 67               | 19               | 13 | 14                   | 27                   | 14                   |                      |                      |
| 2018-2019  | Crunch de Syracuse              | LAH        | 74 | 34               | 34               | 68               | 18               | 4                | 1  | 2                    | 3                    | 0                    |                      |                      |
| 2019-2020  | Crunch de Syracuse              | LAH        | 60 | 27               | 29               | 56               | 22               | -                | -  | -                    | -                    | -                    |                      |                      |
| 2020-2021  | Crunch de Syracuse              | LAH        | 10 | 8                | 4                | 12               | 0                | -                | -  | -                    | -                    | -                    |                      |                      |
| 2020-2021  | Lightning de Tampa Bay          | LNH        | 15 | 3                | 0                | 3                | 0                | -                | -  | -                    | -                    | -                    |                      |                      |
| 2021-2022  | Kraken de Seattle               | LNH        | 2  | 0                | 1                | 1                | 0                | -                | -  | -                    | -                    | -                    |                      |                      |
| 2021-2022  | Lightning de Tampa Bay          | LNH        | 14 | 3                | 2                | 5                | 4                | -                | -  | -                    | -                    | -                    |                      |                      |
| 2021-2022  | Crunch de Syracuse              | LAH        | 58 | 16               | 47               | 63               | 32               | 5                | 0  | 3                    | 3                    | 2                    |                      |                      |
| 2022-2023  | Lightning de Tampa Bay          | LNH        | 1  | 0                | 0                | 0                | 0                | -                | -  | -                    | -                    | -                    |                      |                      |
| 2022-2023  | Crunch de Syracuse              | LAH        | 69 | 24               | 60               | 84               | 58               | 5                | 1  | 8                    | 9                    | 2                    |                      |                      |
| 2023-2024  | Lightning de Tampa Bay          | LNH        | 36 | 6                | 3                | 9                | 10               | -                | -  | -                    | -                    | -                    |                      |                      |
| 2023-2024  | Crunch de Syracuse              | LAH        | 23 | 4                | 15               | 19               | 6                | 8                | 4  | 3                    | 7                    | 0                    |                      |                      |
| 2024-2025  | Canadiens de Montréal           | LNH        | 2  | 0                | 0                | 0                | 2                | -                | -  | -                    | -                    | -                    |                      |                      |
| 2024-2025  | Rocket de Laval                 | LAH        | 64 | 22               | 41               | 63               | 42               | 13               | 3  | 8                    | 11                   | 16                   |                      |                      |
| Totaux LNH | Totaux LNH                      | Totaux LNH | 70 | 12               | 6                | 18               | 16               | -                | -  | -                    | -                    | -                    |                      |                      |

## Trophées et honneurs personnels

### LHJMQ
- 2017-2018 : 
  - nommé dans la première équipe d'étoiles
  - récipiendaire du trophée Jean-Béliveau
  - récipiendaire du trophée Michel-Brière

### Ligue canadienne de hockey
- 2017-2018 : nommé Joueur de la saison de la Ligue canadienne de hockey

### Ligue américaine de hockey
- 2018-2019 : 
  - nommé dans l'équipe des recrues
  - récipiendaire du trophée Dudley-« Red »-Garrett
  - récipiendaire du trophée Willie-Marshall
- 2019-2020 : 
  - participe au match des étoiles
  - nommé dans la deuxième équipe d'étoiles